# کارجیانگ
کارجیانگ (انگلیسی: Karjiang) کوهستانی در منطقه خودمختار تبت است که در نزدیکی مرز چین و بوتان قرار دارد. بلندترین قله این کوه کارجیانگ ۱ یا کارجیانگ جنوبی نام دارد که با ۷٬۲۲۱ متر، همچنان صعودنشده باقی مانده‌است. دیگر قله‌های این کوه عبارتند از: کارجیانگ شمالی (۷۱۹۶ متر)، کارجیانگ ۲/مرکزی (۷۰۴۵ متر)، کارجیانگ ۳ (۶۸۲۰ متر) و بلندترین نقطه شانه شمال‌شرقی (۶۴۰۰ متر).